# Finale - The Last Mantaray and More Show
Finale - The Last Mantaray and More Show est un DVD live de Siouxsie. Il a été capté à Londres en septembre 2008. Il propose une sélection de morceaux des deux précédents groupes de la chanteuse, The Banshees et The Creatures plus des titres de son premier album solo Mantaray, plébiscité par Mojo et Pitchfork lors de sa sortie en 2007.
Le répertoire inclut aussi deux reprises inédites, Hello I Love You des Doors et These Boots Are Made for Walkin' de Nancy Sinatra, plus une version de Cish Cash, le morceau que Siouxsie a composé et chanté pour Basement Jaxx en 2003.

## Liste des titres
1. They Follow You
2. About To Happen
3. Hong Kong Garden
4. Dear Prudence
5. Right Now
6. Sea of Tranquility
7. Christine
8. Happy House
9. One Mile Below
10. Into a Swan
11. Israel
12. Arabian Knights
13. Here Comes That Day
14. Hello I Love You
15. If It Doesn't Kill You
16. Night Shift
17. Loveless
18. These Boots Are Made for Walkin'
19. Spellbound
20. Nicotine Stain
21. Cish Cash
22. Swansway/Reprise

## Bonus
Une interview de 30 minutes de Siouxsie